# Liste der Monuments historiques in Arthenac
Die Liste der Monuments historiques in Arthenac führt die Monuments historiques in der französischen Gemeinde Arthenac auf.

## Liste der Bauwerke
| Bezeichnung      | Beschreibung              | Standort | Kennzeichnung | Schutzstatus | Datum | Bild           |
| ---------------- | ------------------------- | -------- | ------------- | ------------ | ----- | -------------- |
| Kirche St-Martin | Erbaut im 12. Jahrhundert | (Lage)   | PA00104601    | Classé       | 1910  | weitere Bilder |

## Liste der Objekte
| Bezeichnung                            | Beschreibung                    | Standort                       | Kennzeichnung | Schutzstatus | Datum | Bild |
| -------------------------------------- | ------------------------------- | ------------------------------ | ------------- | ------------ | ----- | ---- |
| Gemälde Verkündigung                   | 18. Jahrhundert                 | in der Kirche St-Martin (Lage) | PM17000918    | Inscrit      | 1976  |      |
| Hauptaltar mit Ziborium und Tabernakel | Holz und Stuck, 19. Jahrhundert | in der Kirche St-Martin (Lage) | PM17000917    | Inscrit      | 1976  |      |